# Майерова, Мария
Мари́я Ма́йерова (урождённая Мария Бартошова) (чеш. Marie Majerová; 1 февраля 1882, Ували, близ Праги, — 16 января 1967, Прага) — чешская писательница, журналистка, общественная деятельница. Народный художник (деятель искусств) Чехословакии (1947). Лауреат Государственной премии имени К. Готвальда (1955).
Один из основоположников чешской литературы социалистического реализма.

## Биография
Рано лишилась отца, воспитывалась в семье профсоюзного активиста в городе Кладно, хорошо узнала жизнь горняков. С молодости связана с рабочим движением. Работала горничной в Будапеште, затем машинисткой в Праге и учился в вечерней школе. В 1904 вышла замуж за журналиста Йозефа Стивина и с ним переехала в Вену, где они стали работать в социал-демократической газете «Dělnické listy». В 1904 по 1906  год жила в Вене и там стала участницей рабочего движения. В 1906—1907 годах слушала лекции в Сорбонне, затем вернулась на родину.
Стала анархисткой, в 1908 году вступила в Социал-демократическую партию, после разделения социал-демократической партии в 1921 году стала одним из основателей КПЧ Коммунистической партии Чехословакии (Komunistická strana Československa — Czechosłowacka Partia Komunistyczna).
Входила в группу С. К. Неймана (1875—1947), одного из основателей КПЧ и творца пролетарской поэзии Чехословакии.
До 1928 года работала редактором печатного органа КПЧ — коммунистической газеты «Rudé právo». Сотрудничала с рядом чехословацких газет и журналов («Ženské list», «Právo lidu», «Dělnický listý», «Čin»).
В 1929 году была исключена из КПЧ вместе с рядом других писателей-коммунистов (Иван Ольбрахт, Владислав Ванчура, Ярослав Сейферт, Станислав Костка Нейман, Хелена Малирова, Йозеф Гора) за «Манифест семи» с критикой руководства Готвальда, обвинённая в «участии в ликвидаторском выступлении семи писателей против избранного на V съезде нового партийного руководства и новой линии КПЧ». В том же году временно покинула страну.
Во время немецкой оккупации не могла публиковаться. Находилась под надзором полиции. После войны вернулась к литературной работе и журналистике.

## Творчество
Литературную деятельность начала в 1904 году.
Автор романов, сборников повестей и рассказов, книг очерков, прозы для детей.
Основные темы произведений история рабочего и революционного движения в Чехии. Многие романы и рассказы посвящены проблеме освобождения женщины от семейных, бытовых и моральных догм и традиций буржуазного общества (роман «Девственность», 1907, рассказы «Страстоцветы», 1920 и др.). В романе «Прекраснейший мир» (перевод на русский 1929) показан образ женщины-социалистки, активно участвующей в рабочем движении.
Майерова — одна из лучших очеркисток Чехословакии. Кроме романов и рассказов М. Майеро́вой написан ряд очерков, собранных в книгах: «По Словакии», «Америка», «На второй день революции» и др.

### Избранные произведения
Социально-психологическая проза
- «Девственность» (1907) (экранизирован в 1937 режиссёром О. Вавра),
- «Дочери земли» (1918),
- «С полей и гор» (1919),
- «Мученики» (1921),
- «Лучший из миров» (1923),
- «Сирена» (1935) (экранизирован в 1948 году),
- «Шахтёрская баллада» (1938)
- «Вместе во имя жизни»

Книги для детей
- Bruno, čili dobrodružství německého hocha na české vesnici (1930),
- Robinsonka (1940),
- Zlatý pramen,
- Zázračná hodinka,
- Rudá vlčata,
- Čarovný svět,
- Veselá kniha zvířátek,
- Nespokojený králíček.

Репортажи и очерки
- Dojmy z Ameriky (1920),
- Africké vteřiny-život obyvatel Tuniska, Alžírska a Maroka/Maghrebu pod jhem francouzských kolonizátorů,
- Vítězný pochod-dojmy a okouzlení z návštěv SSSR od r. 1924,
- Zpívající Čína

## Экранизации
- 1937 — Девственность
- 1953 — Предупреждение
- 1948 — Сирена